# Арије Ливне
Арије Ливне (Будимпешта, 19. октобар 1921 — Јерусалим, 10. септембар 2020) био је савјетник предсједника Владе Републике Српске, специјални представник и шеф Привредног представништва Републике Српске у Израелу, сенатор Републике Српске, те специјални представник Свјетског јеврејског конгреса за бившу Југославију.

## Биографија
Рођен је 1921. године у Будимпешти, у имућној јеврејској породици. Дјетињство је провео у Новом Саду. Крајем 1941. га родитељи премјештају из Новог Сада у Будимпешту. Октобра 1942. мађарска војска га мобилише у рудник код Бора, у источној Србији, у коме су се као принудни радници налазили Јевреји из Румуније, Чехословачке и поткарпатских дијелова Русије. Рудник Бор је тада био радни логор под контролом мађарских снага. Пред крај рата када је сазнао да се Мађари и Нијемци повлаче, те да ће логораши бити ликвидирани, Арије Ливне бјежи на територију под контролом партизана и ту им се прикључује. Његове родитеље су Мађари 1944. у Новом Саду предали Нијемцима, након чега су пребачени у Аушвиц, гдје му је мајка убијена. Отац му је преживио концентрациони лог Аушвиц захваљујући познавању њемачког језика, тако што је постао логорски писар. Дио његове породице из Копривнице убијен је у усташком концентрационом логору Јасеновац, а друга страна породице из Мађарске убијена је за вријеме рата у Будимпешти. Поред оца који је преминуо брзо након завршетка рата, Арије је остао једини преживјели из некада бројне породице Ливне.
Након ослобођења Југославије је на основу разговора у београдском хотелу Москва осуђен и затворен у Сремској Митровици због критике власти. Године 1948. је због подршке Совјетском Савезу и Информбироу поново затворен у затвору у Сремској Митровици све до 29. новембра 1953. године, када је амнестиран. Када је 1948. основан Израел, сви Јевреји који су се налазили у југословенским затворима су пуштени на слободу уз право да емигрирају у Израел. Арије Ливне је био једини Јевреј који није ослобођен 1948.
По изласку из затвора 1953. оженио се са Београђанком Јелисаветом Јелицом Наумовић. Јелисавету Наумовић која је покушала бјекство из Југославије је упознао у затвору. Уз помоћ пријатеља из логора у Бору који је водио филмско предузеће у Београду, одмах је добио звање директора филмског одјељења. Током овога периода предао је молбу за исељење у Израел. У Израел је отишао 1956. и убрзо затим основао филмски архив Израела, који данас носи име Стивена Спилберга. Био је директор информативног одјељења које се бавило пропагандом, а након тога замјеник и генерални директор Јеврејске агенције. У пензију је отишао у 75. години живота.
Почетком распада Југославије добио је звање специјалног представника Свјетског јеврејског конгреса за Југославију, односно бившу Југославију. Добитник је специјалне захвалнице Владе Републике Србије за заслуге на продубљивању и учвршћивању пријатељских односа између српског и јеврејског народа, као и Ордена части Републике Српске првог степена, за заслуге у помоћи српском народу.
За члана Сената Републике Српске проглашен је 2009. године.

## Филм „Арие“
О његовом животу 2012. снимљен је документарно биографски филм „Арие“. Филм ауторке Гордане Цимеше, у режији Бранка Лазића и продукцији Радио-телевизије Републике Српске, премијерно је приказан у Академији наука и умјетности Републике Српске.

## Признања
- Орден части Републике Српске
- Специјална захвалнице Владе Републике Србије за заслуге на продубљивању и учвршћивању пријатељских односа између српског и јеврејског народа.
- „Кључ града Бањалука“ са Повељом „Почасни грађанин града Бањалука“[4] Награда му је уручена 2012. поводом Дана града 22. априла.[4]
- Орден Републике Српске на ленти, „за нарочите заслуге у развијању и учвршћивању сарадње и политичких односа између Републике Српске и Државе Израел, те за изузетан допринос у послијератном развоју Републике Српске“.[5] Орден му је уручио председник Републике Српске Милорад Додик у Бањој Луци на Видовдан 28. јуна 2012.[6][7]